# Tracheomalacia
| DiseasesDB         | 31858 |
| eMedicineTopic     | 2976 |
| eMedicineSubj      | med |
| SNOMED CT          | 95434006 |
| Sintomi            | Respiro sibilante, dispnea e affaticamento sotto sforzo I neonati possono mostrare segni di cianosi                                      |
| Complicanze        | Incapacità di espellere le secrezioni, che porta a ripetuti casi di polmonite                                                            |
| Metodo diagnostico | Endoscopia (diagnostica); laringobroncoscopia flessibile (conferma)                                                                      |
| Prevenzione        | Evitare i colpi forti nella gola |
| Trattamento        | Gestione sintomatica (PEEP o CPAP) per sintomi lievi Intervento chirurgico indicato per la compressione tracheale di grossi vasi o masse |

La tracheomalacia è una condizione o un incidente in cui la cartilagine che mantiene aperta la trachea dei vertebrati è morbida in modo tale che la trachea collassi parzialmente soprattutto durante l'aumento del flusso d'aria. Questa condizione è più comunemente osservata nei neonati e nei bambini piccoli. Il sintomo abituale è lo stridore quando una persona espira. Questo è solitamente noto come trachea collassata.
La trachea normalmente si apre leggermente durante l'inspirazione e si restringe leggermente durante l'espirazione. Questi processi sono esagerati nella tracheomalacia, portando al collasso delle vie aeree durante l'espirazione.
Se la condizione si estende oltre alle grandi vie aeree (bronchi) (se è presente anche la malacia bronchiale), si parla di tracheobroncomalacia. La stessa condizione può interessare anche la laringe, che si chiama laringomalacia. Il termine deriva da trachea e dal greco μαλακία, rammollimento.

## Segnali e sintomi
La tracheomalacia si verifica quando le pareti della trachea collassano. Questo può accadere perché le pareti della trachea sono deboli, oppure perché qualcosa preme su di essa. Ciò può includere l'ipotonia del muscolo tracheale. Può essere colpita l'intera trachea o solo un breve tratto della stessa. Se la parte collassata della trachea oltrepassa l'area in cui la trachea si dirama nei due polmoni, si parla di broncomalacia.
Questo problema provoca una respirazione rumorosa o difficile nei primi 1 o 2 mesi dopo la nascita. Questo è chiamato tracheomalacia congenita (già presente alla nascita). Non è molto comune. I bambini nati con tracheomalacia possono avere altri problemi di salute come un difetto cardiaco, reflusso o ritardo dello sviluppo. Alcuni bambini contraggono la tracheomalacia a causa di altri problemi di salute. I sintomi possono essere da lievi a gravi.
I sintomi all'interno del polmone comprendono una respirazione rumorosa che può migliorare quando si cambia la posizione del bambino o mentre dorme. Ci sono problemi respiratori che peggiorano durante la tosse, il pianto, l'allattamento o il raffreddore. Suono acuto durante la respirazione (stridore). Tosse acuta. Rumore crepitante o respiro sibilante durante la respirazione.

## Diagnosi
Non esiste un insieme standardizzato e definito di criteri diagnostici per la diagnosi di tracheomalacia, principalmente a causa dei sintomi aspecifici ad essa associati. Gli attuali approcci diagnostici includono test di funzionalità polmonare che mostrano una caratteristica riduzione del picco di flusso espiratorio (PEF o PEFR), esame fisico e imaging come la tomografia computerizzata (TC o CT) o la risonanza magnetica (MRI, oppure semplicemente RM), la broncoscopia a fibre ottiche (FB) è considerata il migliore metodo di diagnosi, perché una telecamera inserita nella gola mostra una visione diretta delle vie aeree e dei polmoni, rilevando i cambiamenti nelle dimensioni o nell'aspetto del lume e della mucosa della trachea e qualsiasi segno di infiammazione, fistole o compressioni esterne per determinare con precisione la posizione e la gravità della malacia. Le immagini radiologiche trasversali sono importanti per rilevare le strutture mediastiniche coinvolte nella MT prima dell'intervento chirurgico. La tracheografia/broncografia non è più il metodo diagnostico preferito. La broncografia fornisce una misurazione accurata del lume delle vie aeree con una valutazione dinamica e morfologica dell'albero tracheobronchiale. Tuttavia, ciò richiede l'iniezione di materiale di contrasto all'interno delle vie aeree ristrette. I rischi includono reazioni allergiche, ostruzione delle vie aeree o completa ostruzione delle vie aeree.

### Classificazioni
Esistono tre tipi di tracheomalacia:
- Tipo 1—congenito, talvolta associato a fistola tracheoesofagea o atresia esofagea
- Tipo 2—compressione estrinseca talvolta dovuta ad anelli vascolari
- Tipo 3—acquisita a causa di infezione cronica o intubazione prolungata o condizioni infiammatorie come la policondrite recidivante

## Trattamento
Secondo la revisione sistematica di Cochrane del 2012, non ci sono prove a sostegno della terapia medica rispetto alla terapia chirurgica per una tracheomalacia significativa o viceversa. Le attuali raccomandazioni per la tracheomalacia da lieve a moderata non pericolosa per la vita si concentrano sulla gestione dei sintomi.
- Uso regolare di nebulizzatori salini ipertonici[7]
- Gli steroidi per via inalatoria a basso dosaggio possono aiutare a ridurre l'infiammazione e il gonfiore delle vie aeree[7]
- L'ipratropio inalato può aiutare a ridurre le secrezioni e rafforzare le vie aeree più piccole[7]
- Gli antibiotici durante l'infezione respiratoria attiva possono ridurre la gravità e la durata dei sintomi[7]
- La Pressione Positiva Continua delle vie Aeree (PPCA) fornisce una pressione intraluminale aggiuntiva[7]

Di solito la vita viene salvata se le vie aeree vengono aperte attraverso un foro nella gola. Se una persona sopravvive, potrebbe avere sintomi, ma di solito migliorerà dopo la riapertura delle vie aeree. Se i sintomi sono abbastanza gravi, potrebbe essere necessario un trattamento. Questi vanno dalla gestione medica alla ventilazione meccanica (sia la Pressione Positiva Continua delle vie Aeree (PPCA), sia la Pressione Positiva delle vie Aeree a due livelli (BiPAP) fino allo stenting tracheale e alla chirurgia.
Le tecniche chirurgiche includono aortopessi, tracheopessi, tracheobroncoplastica e tracheostomia. Il ruolo della deossiribonucleasi umana ricombinante nebulizzata (rhDNase) risulta inconcludente.